# Brekovica
Brekovica falu Bosznia-Hercegovinában, Bihács községben, a Bosznia-hercegovinai Föderáció Una-Szanai kantonjában. 

## Fekvése
Bihács központjától légvonalban 7, közúton 11 km-re északra, a Bihács – Bosanska Krupa út mentén, részben az Una bal partja fölé emelkedő karsztos fennsíkon, részben egy mészkődombon fekszik. 
Bihácstól kb. 4 km-re északra kezdődik az a szoros, amelyen keresztül az Una áttör a hegyeken. E szorosban, a Kostel-vízeséstől kissé feljebb, 434 m magasságban, az igen meredek környező oldalakkal rendelkező hosszúkás hegygerinc fennsíkjának végén, a folyó bal partja fölött a középkorban várat építettek. A várból délen a Bihácsi-mezőre, északon a szorosra nyílik kilátás. A vár bejárata az Una hídjától Brekovica falun keresztül szerpentines úton érhető el.

## Népessége
| Nemzetiségi csoport | Népesség 1991 | Népesség 2013 |
| ------------------- | ------------- | ------------- |
| Szerb               | 1             | 0             |
| Bosnyák             | 1779          | 1603          |
| Horvát              | 1             | 2             |
| Jugoszláv           | 4             | 0             |
| Egyéb               | 48            | 13            |
| Összesen            | 1833          | 1618          |

## Története
Brekovica településen őskori és ősi időkből származó maradványokat találtak, bár ezeket még nem kellően tanulmányozták. A később épült középkori erődítmény közelében a 19. század végén, akkor még nem vizsgálható őskori temetkezési halom volt található. A falutól keletre, az Una szurdoka felett római erőd és temető maradványai kerültek elő, több feliratos római sírkővel.
A brekovicai középkori várat 1330-ban királyi várként említik először a történelmi források. 1436-tól a vár kisebb megszakításokkal a blagaji Babonić grófok uralma alatt állt. A 15. század vége felé Brekovica a Kobasić nemesi család kezébe került, melynek tagjait Matkót és Jurkót 1488-ban említik. A cetinjei zsinat 1527. január 1-jén kelt dokumentuma említi Ivan Kobasićot, aki azok között volt, akik Habsburg Ferdinándot horvát királlyá választották. 1531 után Ivan Kobasić már nem szerepel az okiratokban, de a Kobasić család birtokolta a brekovicai várat egészen 1580-ig, amikor az utolsó fiági leszármazottja meghalt, féltestvéreire hagyva a várat. Lamberg bihácsi kapitány azonban nem fogadta el a végrendeletét, ezért a brekovicai várat a bihácsi kapitánysághoz csatolta.
1537-ben a horvát rendek Dubicában megtartott országgyűlésen több vár, köztük Brekovica megerősítéséről is döntöttek. 1539-ben a vár már sikerrel állt ellen az első török ostromnak.  1563-ban a  Kobasić Iván birtokában levő romladozó várban csak 10 fős őrség állomásozott. Mivel 1584-ben fennállt a veszély, hogy az oszmánok a krajnai szandzsákbég Memin parancsnoksága alatt elfoglalják Brekovica várát, Josip Thurn tábornok határvidéki főkapitány hogy azt a török támaszpontként ne használhassa a vár lerombolásáról döntött, felszerelését pedig Bihácsba rendelte átszállítani. Feltehetően ezután a várat tényleg lerombolták, mert a továbbiakban nem említik.
A lerombolt erőd 1584-ben oszmán uralom alá került. Csak 1635-ben állították helyre, és egy dizdar vezette legénységnek adott otthont. 1643-ban 40 határőr volt Brekovicában. Bihács elfoglalása (1592) után Brekovica vára a bihácsi török kapitányság és a Bihácsi Kadiluk része volt. A vár 1685-ben ismét ostromot szenvedett, amikor a Herberstein tábornok vezette keresztény hadsereg támadása során felgyújtották. A 18. század első felében 2 ágyú és 60 fős határőr legénysége volt. Az 1833-as összeírásban az szerepel, hogy a várban 2 db régi működő, és 2 db hibás ágyú volt található. Ismeretes, hogy a legénység még 1835-ben is tartózkodott benne.
Az első muszlim telepesek emlékeit elmosta az idő. A lakosság közében népszerű elbeszélés szerint meghódított a török által Ostrožacból indult útnak Ago és Bego felfedezni Brekovica környékét. Itt egy hátrahagyott vak nővel találkoznak, aki szidta a bánt, aki magára hagyta Brekovica várát. A két muszlim belépett az üres várba és elmondta az imára való felhívást. Ostrožac török őrei meghallották ezt, és jelentették parancsnokuknak, hogy Ago és Bego megszerezték a földet a Koranától Kostel na Unáig. A település neve a török hódítás előtti időkből maradt fenn.
Az új telepesek inkább mezőgazdaságból, kevésbé az állattenyésztésből éltek. Ebben jelentős szerepet játszottak a brekovaci vízeséseken épített malmok. Főleg július, augusztus és szeptember hónapokban ment jól az ittenieknek, amikor még a Peć-hegységből is hoztak ide gabonát, és a malmok előtt valóságos vásár alakult ki, sorban álltak a szekerek, lovak és emberek a malmok előtt. Brekovicában 11 malom működött.

## Nevezetességei
- Brekovica váráról a 19. század végén adott rövid leírást Radimsky,[3] ekkor a várfalak 8-10 m magasságban még meglehetősen jól megőrződöttek. A falakon a későbbi leválasztás nyomai látszottak. Az erőd egy hosszúkás fennsík keleti végére épült, szabálytalan négyzet alakú, melynek oldalai körülbelül 75 m hosszúak. Formája a terep természetes viszonyaihoz igazodik. A várnak 2 része volt: a belső vár keleten és a külső vár nyugaton. A külső vár falai csak fél méter magasan állnak. a belső vár falai egy-másfél méter magasak, félkör alakúak, a délkeleti sarokban egy nagyobb, az északkeleti sarokban egy kisebb hengeres torony fél méter magas falai láthatók. Mivel Brekovica vára többször elpusztult és leégett, a felszíni maradványok az oszmán korból származnak. Az egykori külső vár udvarán áll a mecset és egy ház, mely vélhetően egykor a bég háza volt. A várból szép kilátás nyílik az Una völgyére.[5]

- Az egykori külső várban egy új mecset található, 2003-ban épült. Ez a mecset az előző két lerombolt mecset helyén található. Az első oszmán korból származó mecset egy kisebb mecset volt, fából készült minarettel. A második világháború idején leégett. A második világháború után új mecsetet építettek kő minarettel. Az 1992-1995-ös háború idején. ágyúzással részben ez is megsemmisült. Megállapítást nyert, hogy a javítások nem biztosítják az épület statikai biztonságát, ezért ezt a mecsetet is lebontották, és helyére az említett új mecsetet építették. A mecsettel szemben, az északi sánc mentén egy új imámház áll. A belső vár fennsíkjára kőlépcső vezet.[1]

- A vár feletti dombon a III. katonai felmérés térképén egy őrtorony romjai láthatók, melyből azonban mára csak a déli és nyugati oldal falának a vonala, mint egy sáncszerű kiemelkedés látható. Északi és keleti falait egy adótorony építése miatt eltávolították.[5]

- Egy másik várhely az Ostrožac - Bihács közti főút mentén, az Una folyó másik oldalán fekvő a mai Kostel faluval szemben, egy az Una felett kiugró sziklán egy kis malom mellett egy másik várhely található. A Kulištének nevezett helyen egykor római erőd volt, melynek maradványai helyenként egy méter magasan állanak. A romok között római téglák, kőfaragványok töredékei, edénytöredékek találhatók. A déli oldalon, a romok alatt két római sírkövet is találtak.[5] Ezek falazott sírok voltak és sírkövekkel, amelyeket Lucius Leticius Saturnius, az első légió veteránja és felesége, Ulpia Crispina emlékére állítottak.[7]

- A falutól 4 km-re északnyugatra északnyugatra a Veliki Bisovac nevű magaslaton egy két és fél méterre kiemelkedő sziklán egy 14. századi toronyvár maradványai találhatók, melyet a helyiek Bisovačka kulának, azaz Bizováci toronynak neveznek. Az egykori, négyszögletes torony falai már csak alig másfél méter magasan állnak.[5]